# Мораше (сыр)
Мораше́ (фр. Montrachet) — французский сыр из козьего молока, производимый в Бургундии.
Мораше — белый мягкий сыр с пикантным вкусом. Во время производства сыр выдерживают 2-4 недели. В готовом виде он имеет форму цилиндрической головки весом 200 г.
Мораше употребляют в свежем виде с молодым красным (бургундским) и белым (Meursault) вином.